# Beast over Hammersmith
 (avril 2017).
Si vous disposez d'ouvrages ou d'articles de référence ou si vous connaissez des sites web de qualité traitant du thème abordé ici, merci de compléter l'article en donnant les références utiles à sa vérifiabilité et en les liant à la section « Notes et références ».
Albums de Iron Maiden
Rock in Rio
(2002) Death on the Road
(2005)
Coffret Eddie's Archive
BBC archives Best of the 'B' Sides
Beast Over Hammersmith est un double-album live du groupe de heavy metal britannique Iron Maiden, sorti en 2002 mais enregistré 20 ans auparavant.
L'album est enregistré en 1982, lors de la tournée The Beast on the Road au Hammersmith Odeon (Londres), les images sont spécialement coproduites et montées par Steve Harris et Doug Hall pour faire partie du coffret Eddie's Archive.

## Liste des titres
Toutes les chansons sont écrites et composées par Steve Harris, sauf annotation.
| 1. | Murders in the Rue Morgue (extrait de Killers, 1981)                                                             |                                 | 4:32 |
| 2. | Wrathchild (extrait de Killers, 1981)                                                                            |                                 | 3:31 |
| 3. | Run to the Hills (extrait de The Number of the Beast, 1982)                                                      |                                 | 4:20 |
| 4. | Children of the Damned (extrait de The Number of the Beast, 1982)                                                |                                 | 4:38 |
| 5. | The Number of the Beast (extrait de The Number of the Beast, 1982)                                               |                                 | 5:08 |
| 6. | Another Life (extrait de Killers, 1981)                                                                          |                                 | 3:45 |
| 7. | Killers (extrait de Killers, 1981)                                                                               | Harris, Paul Di'Anno            | 5:47 |
| 8. | 22 Acacia Avenue (extrait de The Number of the Beast, 1982)                                                      | Harris, Adrian Smith            | 6:56 |
| 9. | Total Eclipse (face B, extrait de Run to the Hills, re-publié sur la version de The Number of the Beast en 1998) | Harris, Dave Murray, Clive Burr | 4:14 |

| 1. | Transylvania (extrait de Iron Maiden, 1980)                     |                         | 5:51 |
| 2. | The Prisoner (extrait de The Number of the Beast, 1982)         | Smith, Harris           | 5:49 |
| 3. | Hallowed Be Thy Name (extrait de The Number of the Beast, 1982) |                         | 7:31 |
| 4. | Phantom of the Opera (extrait de Iron Maiden, 1980)             |                         | 6:53 |
| 5. | Iron Maiden (extrait de Iron Maiden, 1980)                      |                         | 4:20 |
| 6. | Sanctuary (extrait de Iron Maiden, 1980)                        | Harris, Murray, Di'Anno | 4:13 |
| 7. | Drifter (extrait de Killers, 1981)                              |                         | 9:19 |
| 8. | Running Free (extrait de Iron Maiden, 1980)                     | Harris, Di'Anno         | 3:44 |
| 9. | Prowler (extrait de Iron Maiden, 1980)                          |                         | 5:00 |